# Halásznegyed (regény)
A Halásznegyed (eredeti címe Borgo Sud) Donatella Di Pietrantonio olasz író 2020-ban Torinóban megjelent regénye, A visszaadott lány (L'Arminuta, 2017) folytatása.
Magyarul Todero Anna fordításában a Park Kiadónál jelent meg 2022-ben.

## Cselekménye
A regény elbeszélője olasz születésű tanárnő, most Grenoble-ban tanít az egyetemen. Egy nappal korábban telefonhívást kapott, hogy a húgával baleset történt; vonatra ült és estére fáradtan érkezett az Adria-parti Pescara egyik szállodájába. Magával hozta a férjével (Piero) és a húgával (Adriana) együtt hármójukról, a férje egykori diplomaosztó ünnepségén készült fényképet. A szállóban éjjel rosszul alszik, pedig a szobába alig szűrődik be a hullámok zaja. Másnap találkozni fog Adrianával a kórházban.
Már harmadik éve laktak férjével a szállóhoz közeli lakásukban, amikor egy éjjel soványan és csapzottan bezörgetett hozzájuk a húga, karjában 9 hónapos kisfiával (Vicenzo), „akinek a létezéséről sem tudtam.” Nem mondta meg, hogy mi történt, ki elől menekül, csak annyit közölt, hogy egy időre be kell őket fogadniuk. Piero sem ellenkezett, sőt örült az ottlétüknek. A tehetséges Vicenzo most hajóépítő mérnöknek készül. 
Lényegében így kezdődik a visszaemlékezésekből összeálló történet Adrianáról, a kettejük felnőtt életéről, „…a szentséges és kissé torz szerelmekről, amelyeket fiatalon találtunk magunknak. Nagyon más volt a kettő, és egyik sem tarthatott sokáig. Mi tartottuk életben őket mindenáron.”
Az elbeszélő a nagybátyja családjában nevelkedett, 13 évesen került vissza a falusi szülői házba, addig alig ismerte a három évvel fiatalabb Adrianát. Azután elvégezte a Pescara melletti Chieti egyetemét, akkor a húga egy ideig nála lakott, majd útjaik elváltak, és ő 25 évesen boldogan ment férjhez a fogorvos Pieróhoz. Adriana soha nem volt közlékeny. Járta a maga útját, néha csak sejteni lehetett vagy másoktól hallani kissé homályos történeteit.
A gyerek apja Rafael volt. Pescara halásznegyedében, szűkös körülmények között lakott anyjával (Isola), kijárt a halászokkal a tengerre. Adrianával szeszélyesen és szabadon éltek, gyakran veszekedtek, elváltak és újra összejöttek. Miután tartozásai megfizetéséig elvették a hajóját, Rafael elment Marokkóba az óceánon halászni. Adriana hol itt, hol ott dolgozott, Isolánál lakhatott, megtanult halat főzni. Később szerzett egy ócska furgont és büfét nyitott, a frissen kifogott hal vonzotta a vevőit. Belenőtt ebbe a környezetbe, azt tervezte, hogy éttermet nyit közvetlenül a parton. 
Közben a testvérek eltemették hirtelen rosszul lett anyjukat, ezt a kemény, rideg, nehezen szerethető falusi asszonyt. „Közös volt az örökségünk: ki nem mondott szavak, elmulasztott gesztusok, megtagadott kedvesség. És a ritka, váratlan figyelem pillanatai. Volt anyánk, mégis árvák voltunk. Szökevények, azok is maradtunk.” A temetésre odautazott három bátyjuk is (a regényben máshol nem szerepelnek). 
Adriana látta meg először, amit ő, a nővére nem akart észrevenni: hogy a férje megcsalja. Később maga Piero fedte fel a férfiak iránti újonnan felfedezett és vállalt hajlamát, neki pedig maradt a kétségbeesés és a válás.
Bár Rafael már évek óta visszajött Afrikából, Adriana nem él vele együtt, de a kapcsolatuk talán nem ért véget. „Ebben hasonlítunk: képtelenek vagyunk igazán elszakadni a férfitól, akit szerettünk.” (188.)  Adriana balesetéről sem derült ki pontosan, mi okozta az esését, ami miatt a nővére ideutazott és amíg teheti, vele is marad.

## Hazai fogadtatása
A Könyvterasz ajánlójából: A regény „két nővér, két szerelem és két zátonyra futó házasság és számos ballépés története,… leginkább a veszteségek és ezek feldolgozásának könyve.” A lényegre törő mondatokkal és pontos észrevételekkel is jellemezhető stílus „kiválóan adja vissza a főszereplő körüli szokatlan világot és összetett kapcsolatrendszert.”
Már az író előző regénye, „A visszaadott lány is sok dicséretet kapott a szikárságáért, és ez a visszafogottság itt is megvan. Rengeteg dráma sűrűsödik a sorok között. A lányok kapcsolata a szüleikkel, Adriana viszonya Rafaellel, a narrátor házasságának összeomlása… Sejtelmes, a felszín alatt lappangó feszültséggel telített regény, amely ugyanolyan hirtelen ér véget, mint elődje, ezért talán számíthatunk még további folytatásra is.”